# Lionel Giles

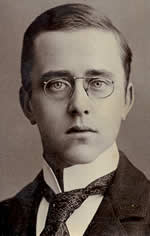
Lionel Giles

Lionel Giles (* 29. Dezember 1875 in Sutton; † 22. Januar 1958 in St Albans) war ein britischer Sinologe. Er ist der Sohn von Herbert Giles.
Er war Kustos des Department of Oriental printed Books and Manuscripts am British Museum.
Berühmt war seine Übersetzung des Sunzi bingfa, er übersetzte auch die Werke Daodejing, Liezi, Mengzi, Lunyu und viele weitere Texte aus dem Chinesischen.
Wertvoll ist sein Index zur chinesischen Enzyklopädie Ch'in-ting ku-chin t'u-shu chi-ch'eng (Qinding gujin tushu jicheng 欽定古今圖書集成).
Außerdem verfasste er einen beschreibenden Katalog der im Besitz des Britischen Museums befindlichen Manuskripte aus Dunhuang.

## Schriften (Auswahl)
- als Übersetzer: Sun Tzŭ on the art of war. The oldest military treatise in the world. Translated from the Chinese with introduction and critical notes. Luzac, London 1910, (Digitalisat).
- An alphabetical index to the Chinese Encyclopaedia. British Museum, London 1911, (Digitalisat).
- Descriptive catalogue of the Chinese manuscripts from Tunhuang in the British Museum. British Museum, London 1957.